# Avenida João Pessoa

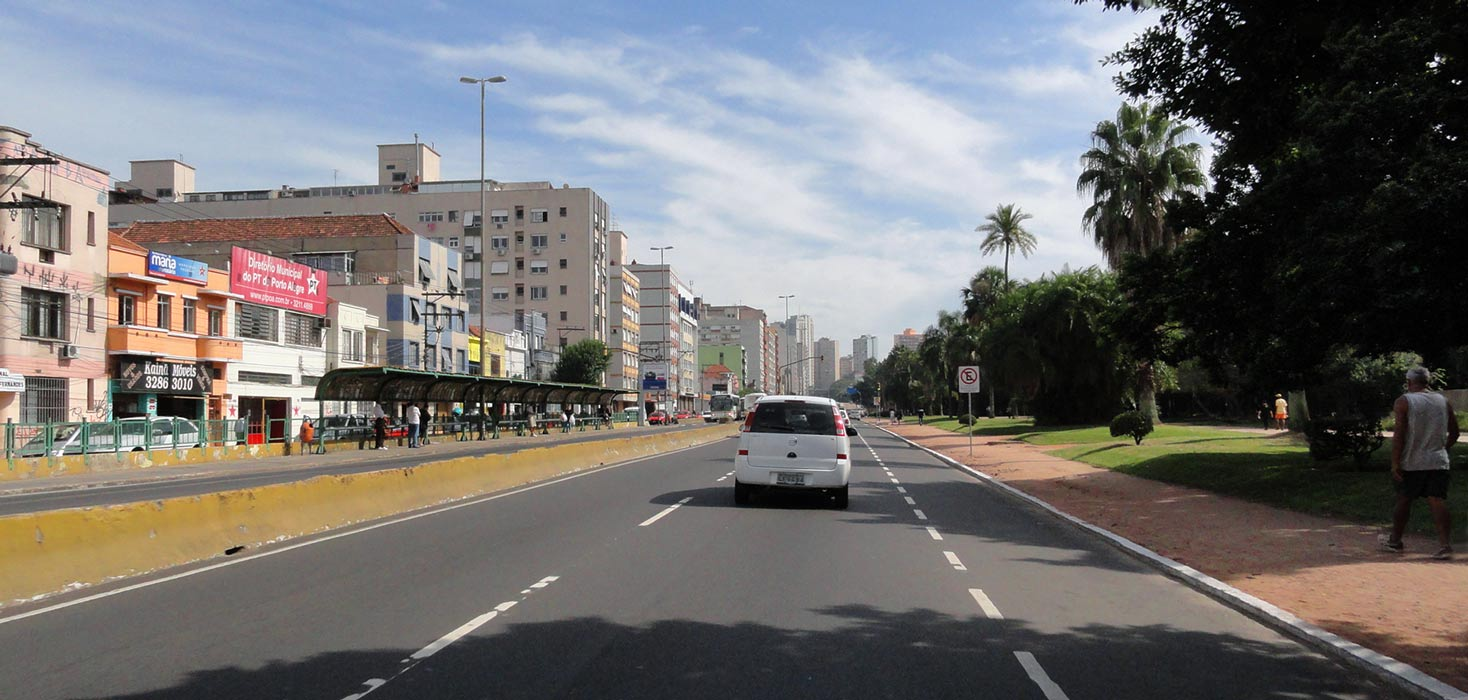
Avenida João Pessoa

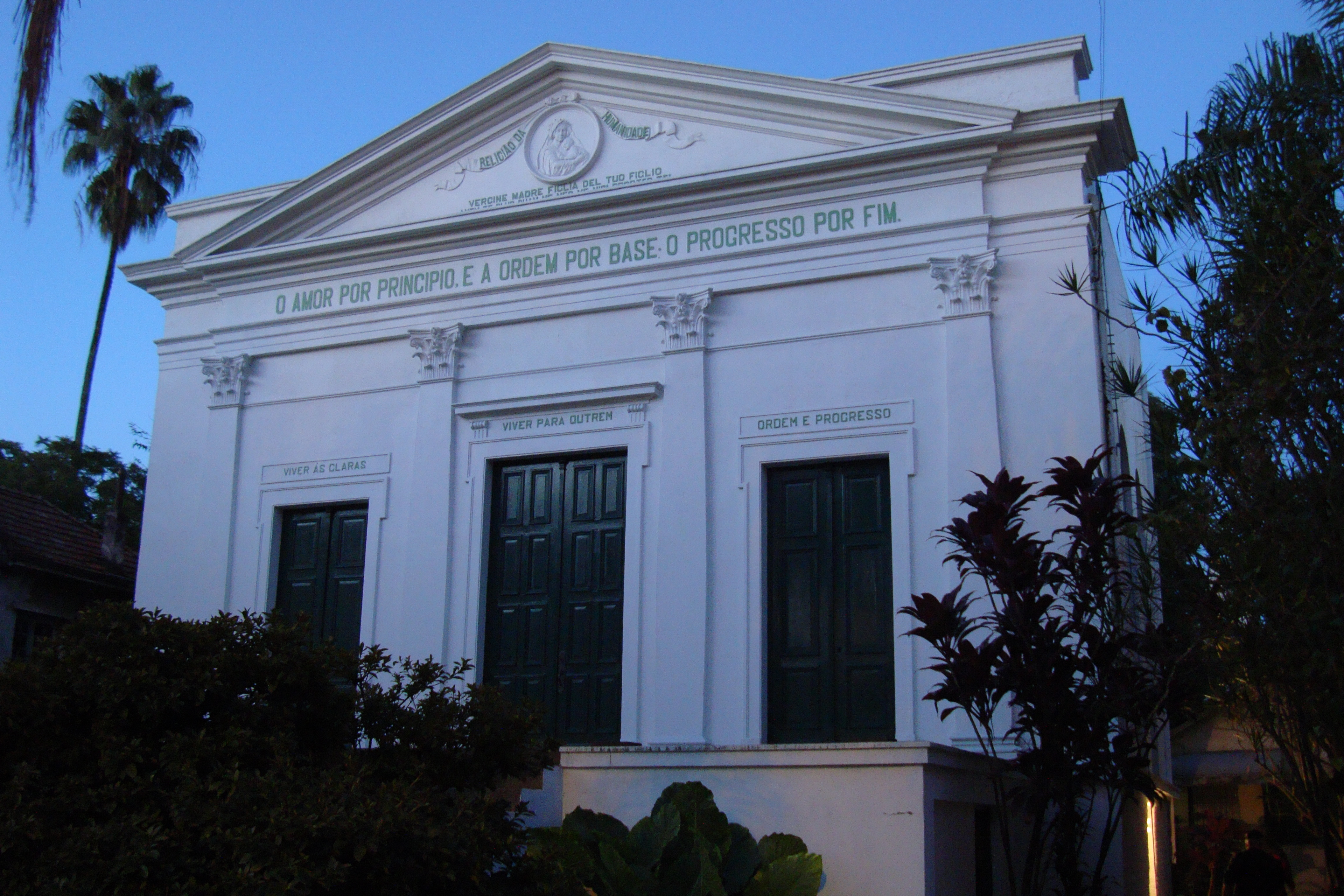
Templo Positivista

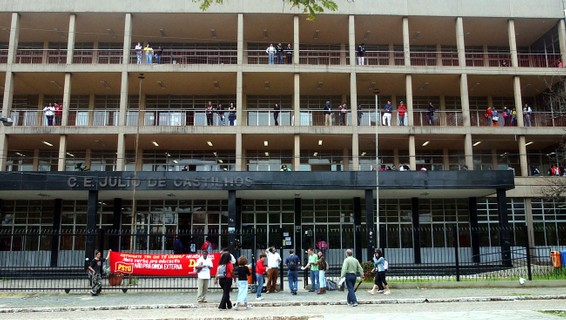
Colégio Júlio de Castilhos, localizado na Avenida João Pessoa

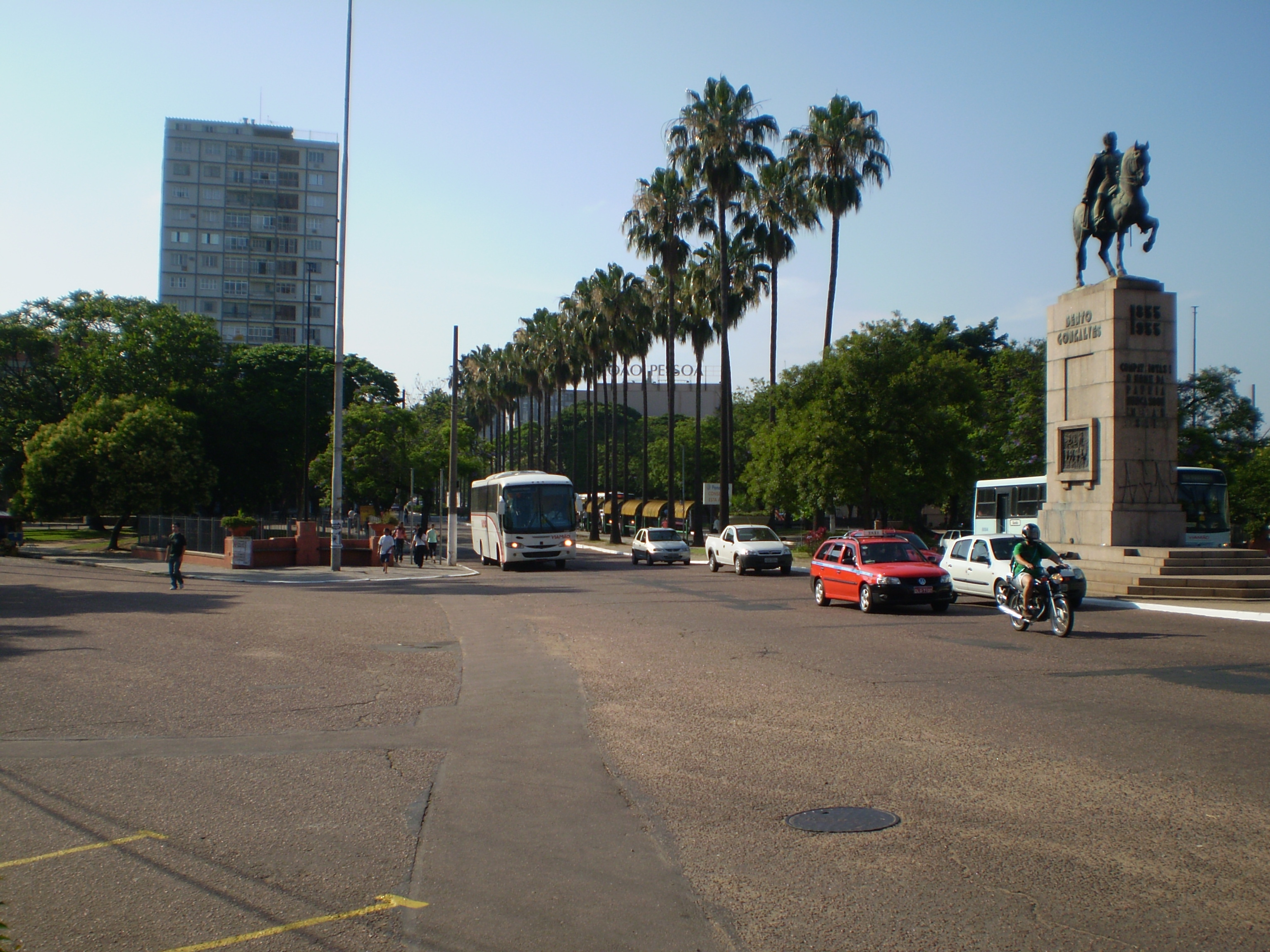
Vista da Avenida João Pessoa

A Avenida João Pessoa é uma via pública da cidade de Porto Alegre, capital do estado brasileiro do Rio Grande do Sul. Interliga o centro à zona sul. Começa na Avenida Salgado Filho, atravessa o bairro Cidade Baixa e termina na Avenida Bento Gonçalves, no bairro Azenha. O nome da avenida é uma homenagem ao advogado e político paraibano João Pessoa Cavalcanti de Albuquerque.
Localizam-se na Avenida João Pessoa o Templo Positivista, o Colégio Júlio de Castilhos (conhecido como Julinho), a Escola Profissional Darcy Vargas, o Shopping João Pessoa, o Laboratório de Perícias e o Departamento de Identificação do Instituto Geral de Perícias, a Universidade Federal do Rio Grande do Sul (notadamente as faculdades de Direito e Economia), a sede do Jornal do Comércio e inúmeros brechós.

## Histórico
Era conhecida no século XVIII como Caminho da Azenha, e servia como o caminho de ligação entre a Vila de Porto Alegre e Viamão, ao alcançar a Estrada do Mato Grosso (atual Avenida Bento Gonçalves).
Em 1842 começou a ser urbanizada, e recebeu o nome de Rua da Azenha. Em 1842 e 1843, foi estabelecido o alinhamento das residências.
Em 1864, o estabelecimento do primeiro sistema de transporte coletivo, com a maxambomba, ao longo da Rua da Azenha, gerou muita polêmica. Fracassada a maxambomba, os bondes de tração animal, implantados a partir de 1873, também usaram a Rua da Azenha.
Adotada em 1884 a denominação oficial de Campo da Redenção para a antiga Várzea e Campo do Bom Fim, a primitiva Rua da Azenha, no trecho adjacente àquele campo, passou a ser chamada de Rua da Redenção e, mais adiante, de Avenida da Redenção, que terminava na embocadura da Rua Venâncio Aires, onde começava a rua da Azenha.
Após a Revolução de 1930, através do Decreto Municipal 206 de 4 de outubro de 1930, o nome Avenida Redenção foi substituído por Avenida João Pessoa.
O prolongamento da Avenida João Pessoa, desde a esquina da Rua Laurindo até a Avenida Bento Gonçalves, já projetado desde 1925 por Otávio Rocha, foi completado pelo prefeito José Loureiro da Silva, na década de 1940.